# Aéroport international de Faisalabad
L'aéroport international de Faisalabad (code IATA : LYP • code OACI : OPFA) est un aéroport du Pakistan. Il est situé à Faisalabad, troisième plus grande ville du Pakistan, dans la province du Pendjab. Il se situe à environ dix kilomètres du centre de la ville.

## Situation
| Bahawalpur Chitral Dalbandin Dera Ghazi Khan Dera Ismail Khan Faisalabad Gilgit Gwadar Islamabad Karachi Lahore Moenjodaro Multan Nawabshah Panjgur Peshawar Quetta Rahim Yar Khan Sialkot Sawan Sehwan · Sharif Sindhri Skardu Sukkur Turbat Zhob |

## Compagnies et destinations
| Compagnies                      | Destinations |
| ------------------------------- | --- |
| Air Arabia                      | Charjah |
| flydubai                        | Dubaï |
| Gulf Air                        | Manama-Bahreïn |
| Pakistan International Airlines | Karachi-Jinnah En saison': Lahore-Allama Iqbal, Multan, Djeddah - Roi-Abdelaziz, Médine-Prince M. Bin Abdulaziz, Nadjaf |
| Qatar Airways                   | Doha-Hamad |
| SalamAir                        | Mascate |
| Serene Air                      | Karachi-Jinnah |

Édité le 11/03/2018